# 6722 Bunichi
6722 Bunichi (1991 BG2) là một tiểu hành tinh vành đai chính được phát hiện ngày 23 tháng 1 năm 1991 bởi K. Endate và K. Watanabe ở Kitami.